# Mesochorus fulgurator
Mesochorus fulgurator là một loài tò vò trong họ Ichneumonidae.